# The Connection (Papa-Roach-Album)
The Connection ist das sechste reguläre Studioalbum der US-amerikanischen Rockband Papa Roach und das zweite mit Tony Palermo am Schlagzeug. Es ist seit dem 28. September 2012 in Deutschland erhältlich.

## Entstehungsgeschichte
Die Arbeiten für The Connection begannen bereits Ende 2011. Neben dem eigentlichen Album entstand auch das Lied Even If I Could welches Soundtrack zu dem Film Marvel’s The Avengers wurde. Die erste offizielle Single wurde allerdings am 24. Juli Still Swingin'. Aufgrund einer bei Sänger Jacoby Shaddix entstandenen Hautkrankheit, musste die Band die kommenden Konzerte (unter anderem das -bis auf fünf Konzerte- komplette Uproar Festival) absagen. Dadurch verzögerte sich auch der Videodreh zur neuen Single. Das Video zu Still Swingin' wurde am 30. August vorgestellt. Am 28. September wurde The Connection in Deutschland veröffentlicht, drei bzw. vier Tage später in Großbritannien und den Vereinigten Staaten. Es ist das erste Studioalbum, welches über Eleven Seven Music vertrieben wurde, wo die Band zwei Jahre zuvor einen Vertrag unterschrieben hatte, da das vorherige Label Interscope nichts als leere Versprechungen gegeben hätte. Es handelt sich jedoch nicht um die erste Veröffentlichung über das Label. Bereits 2010 wurde mit Time for Annihilation: On the Record & On the Road eine Kompilation auf den Markt gebracht. Neben Still Swingin wurden als Singles am 20. November Where Did the Angels Go? sowie am 22. Januar Before I Die als Singles ausgekoppelt, wobei bei Letzterem das dazugehörige Musikvideo bereits am 22. Dezember im Internet einsehbar war.

„We always just kept coming back to ‘The Connection.’ What ‘The Connection’ means to us, it’s our connection to the music, it’s the connection of this music to the fans, it’s the connection that we make onstage with our music, it’s the connection from fan-to-fan on the social Internet marketing media world.“

Die The Connection Tour begann am 28. Oktober 2012 im Woolys in Des Moines, Iowa. Streckenweise war die Band mit Stone Sour auf Tour, die parallel dazu ihr Album House of Gold & Bones – Part 1 vorstellten.

## Stil
Stilistisch umfasst das Album alle musikalischen Komponenten mit denen Papa Roach in ihrer Karriere gearbeitet haben. So unter anderem Einflüsse aus dem Crossover als auch von anderen verschiedenen Stilen der Rockmusik. Des Weiteren Enthält das Album Gastbeiträge von Electro und Dubstep-Künstlern. So ist auf der ersten Single Still Swingin Tylias vertreten, auf der zweiten Single Where Did the Angels Go? Downlink und auf dem zehnten Albumtrack Not That Beautiful Shahnaz.

## Charts und Chartplatzierungen
Die Chartplatzierungen waren ähnlich wie bei den Vorgängeralben. So platzierte sich The Connection in den USA auf Platz 17 und war diesbezüglich schlechter als der direkte Vorgänger Metamorphosis, der es bis auf Platz acht der Billboard 200 schaffte. Auch in Deutschland stieg das Album lediglich bis auf Rang 27 auf und war wie die beiden Vorgänger Metamorphosis (Platz 23) und The Paramour Sessions (Platz 35) nicht in den unter den ersten Zehn vertreten. In Österreich war das Album auf Platz 24  gekommen, wodurch es auch schlechter war als der Vorgänger, der es noch auf Platz 12 schaffte. In der Schweiz blieb mit Rang 21 die Position identisch. Lediglich in Großbritannien war das Album besser in den Charts vertreten, wo es bis auf Position 37 kam, während das vorherige Album noch auf Rang 42 vorzufinden war.
| ChartsChartplatzierungen       | Höchstplatzierung | Wochen |
| ------------------------------ | ----------------- | ------ |
| Deutschland (GfK)              | 27 (3 Wo.)        | 3      |
| Österreich (Ö3)                | 24 (3 Wo.)        | 3      |
| Schweiz (IFPI)                 | 21 (3 Wo.)        | 3      |
| Vereinigtes Königreich (OCC)   | 37 (1 Wo.)        | 1      |
| Vereinigte Staaten (Billboard) | 17 (5 Wo.)        | 5      |

## Rezeption
Das Album bekam ähnlich wie die Vorgänger größtenteils durchschnittliche Kritiken.
So war Marcus Schleutermann von Rock Hard der Ansicht, dass neue Impulse nach dem letzten Album nötig gewesen wären. Allerdings nerven ihn „irrelevante Spielereien wie Programming-Break und Computer-Stimme“ wie auch „aufdringliche Synthie-Sounds“, wo er als Beispiele die erste Single Still Swingin’ und Wish You Never Met Me nannte. Auch die Loudness-Produktion kritisierte er, in welcher „Bass und Höhen extrem in den Vordergrund stellt und im Gegenzug die Mitten fast ausblendet, wodurch eine penetrante Schlagzeug-Dominanz entsteht und die Gitarren untergehen.“ Zwar sei die Band zu talentiert und erfahren, um ein schlechtes Album abzugeben, der richtige „Kick“ bliebe jedoch aus. Er vergab sieben von insgesamt zehn möglichen Punkten.
Kai Butterweck von Laut.de meinte, dass Papa Roach von der Basis her alles richtig machen würden, „um prall gefüllte Open Air-Spektakel zum Kochen zu bringen.“ Allerdings sprach er auch von Songs mit „überproduzierten Refrains“, „schmusigen Strophen und neumodischen Elektroschüben“, welche sich nicht richtig entscheiden könnten, „ob sie lieber im Frühstücksradio gespielt oder auf einer Center Stage abgefeiert werden wollen.“ Als Beispiele nannte er Before I Die, Wish You Never Met Me und As Far As I Remember. Abschließend äußerte er, dass die Band erneut am großen „Rock-Olymp-Kuchen“ schnuppern würde, so richtig reinbeißen dürfe sie aber nicht. Die Wertung lag bei drei von fünf möglichen Sternen.
Auch Marius Mutz von Metal1.Info war der Meinung, dass der Ansatz der Songs immer solide sei und man keine Schwachstellen ausmachen könne. Dafür  würde das Gesamtprodukt aber auch nicht wirklich vom Hocker reißen, da man alles schon zu oft gehört hätte. Zwar empfand er das „spacige Feeling“ bei Songs wie Give Me Back My Life angenehm überraschend, die Spannung könne bei The Connection allerdings nicht allzu lange aufrechterhalten werden, und er empfahl das Album nur Leuten, die auf Alben stehen, „bei welchen man nach den ersten Sekunden der jeweiligen Songs weiß, wie sie enden werden.“ Zu Ende hin verglich er das Album auch mit der Hitsingle Last Resort, welche die Band populär gemacht hatte, und kam zu dem Ergebnis, dass diese zwar ungeschlacht wirke, aber trotzdem aufregender als das gesamte Album. Er vergab 6,5 von zehn möglichen Punkten.
Peter Kubaschk von Powermetal.de hingegen äußerte, dass Papa Roach mit The Connection die Erwartungen erfüllt habe. Besonders mit Still Swingin’ habe die Band ein echtes Hitfeuerwerk abgeliefert, welches sofort in „Hirn und Bein geht.“ Auch lobte er, dass die Band mehr als nur einmal auf ihre Vergangenheit zurückgeschaut hätte und das genannte Lied auch schon anno 2000 hätte veröffentlicht werden können, weshalb es eine Menge Laune machen würde. Auch schob er die Eingängigkeit einiger Songs in den Vordergrund, was auf Konzerten „für hüpfende Kids mit trockenen Kehlen“ sorgen würde, da man einfach mitsingen wolle. Dabei stach er vor allem die Songs Where Did the Angels Go? Silence Is The Enemy,  Before I Die und Give Me Back My Life heraus und vergab als abschließende Note 8,5 von zehn möglichen Punkten.

## Trackliste
Neben der Standard-Edition wurden Parallel dazu eine Deluxe-Edition und eine spezielle ITunes-Edition angeboten die Diverse Bonustracks enthalten. Auf beiden Versionen befinden sich ebenfalls eine Extra-DVD mit den Musikvideos zu You Gotta Want It, Kick in the Teeth, Burn, No Matter What und Still Swingin'. Des Weiteren ist eine Dokumentation über das Album, Constructing the Connection, als auch ein Making of zum Video zu Still Swingin' vorzufinden. In Japan gibt es eine Extra-Version des Albums, welche zwei Bonusstücke beinhaltet.
| #  | Titel                       | Länge | Bemerkung                                                          |  |
| -- | --------------------------- | ----- | ------------------------------------------------------------------ |  |
| 1  | Engage                      | 0:51  | Intro                                                              |  |
| 2  | Still Swingin               | 3:24  | Erste Single, feat. Tylias                                         |  |
| 3  | Where Did the Angels Go?    | 3:10  | Zweite Single, feat. Downlink                                      |  |
| 4  | Silence Is the Enemy        | 2:53  |                                                                    |  |
| 5  | Before I Die                | 4:25  | Dritte Single                                                      |  |
| 6  | Wish You Never Met Me       | 4:05  |                                                                    |  |
| 7  | Give Me Back My Life        | 3:58  |                                                                    |  |
| 8  | Breathe You In              | 3:07  |                                                                    |  |
| 9  | Leader of the Broken Hearts | 4:12  |                                                                    |  |
| 10 | Not That Beautiful          | 3:18  | feat. Shahnaz                                                      |  |
| 11 | Walking Dead                | 3:18  |                                                                    |  |
| 12 | Won't Let Up                | 4:00  |                                                                    |  |
| 13 | As Far As I Remember        | 3:42  |                                                                    |  |
| 14 | Set Me Off                  | 3:28  | Bonustrack auf der Japan-Edition                                   |  |
| 15 | What's Left of Me           | 2:58  | Bonustrack auf der Japan- und Deluxe-Edition                       |  |
| 16 | 9th Life                    | 3:13  | Bonustrack auf der Deluxe-Edition (geschrieben mit Martin Johnson) |  |
| 17 | You Gotta Want It           | 3:39  | Bonustrack auf der ITunes-Deluxe-Edition                           |  |